# Rajdowe Mistrzostwa Afryki
Rajdowe Mistrzostwa Afryki, ang. African Rally Championship (ARC) – cykl rajdów samochodowych organizowany przez Fédération Internationale de l’Automobile (FIA) wyłaniających najlepszego kierowcę kontynentu afrykańskiego. Pierwsza edycja została zorganizowana w 1981 roku.

## Mistrzowie
| Sezon | Kierowca                            | Samochód                               |
| ----- | ----------------------------------- | -------------------------------------- |
| 1981  | Shekhar Mehta                       | Nissan                                 |
| 1982  | Walter Röhrl                        | Opel Ascona 400                        |
| 1983  | Alain Ambrosino                     | Peugeot 504                            |
| 1984  | David Horsey                        | Peugeot 504                            |
| 1985  | Luc Requile                         | Opel Manta i200                        |
| 1986  | Alain Ambrosino                     | Nissan 240RS                           |
| 1987  | Alain Ambrosino                     | Nissan 200SX                           |
| 1988  | Satwant Singh                       | Opel Manta 400 Volkswagen Golf GTI 16V |
| 1989  | Satwant Singh                       | Volkswagen Golf GTI 16V                |
| 1990  | Walter Costa                        | Peugeot 205 GTI                        |
| 1991  | Satwant Singh                       | Toyota Celica GT-Four                  |
| 1992  | Aldo Riva                           | Audi 90 quattro                        |
| 1993  | Satwant Singh                       | Toyota Celica Turbo 4WD                |
| 1994  | Abe Smith                           | Audi 90 quattro                        |
| 1995  | Fritz Flachberger                   | Ford Escort RS Cosworth                |
| 1996  | Satwant Singh                       | Subaru Impreza WRX Hyundai Elantra     |
| 1997  | Satwant Singh                       | Subaru Impreza WRX                     |
| 1998  | Satwant Singh                       | Subaru Impreza Estate                  |
| 1999  | Charles Muhanji                     | Toyota Celica Turbo 4WD                |
| 2000  | Satwant Singh                       | Subaru Impreza 555                     |
| 2001  | Schalk Burger                       | Subaru Impreza WRX                     |
| 2002  | John Gemmel                         | Subaru Impreza WRX                     |
| 2003  | Fernando Rueda                      | Mitsubishi Lancer Evolution            |
| 2004  | Muna Singh                          | Subaru Impreza WRX                     |
| 2005  | Muna Singh                          | Subaru Impreza WRX                     |
| 2006  | Patrick Emontspool                  | Subaru Impreza WRX STi                 |
| 2007  | Conrad Rautenbach                   | Subaru Impreza WRX STi                 |
| 2008  | Hideaki Miyoshi                     | Mitsubishi Lancer Evolution IX         |
| 2009  | James Whyte                         | Subaru Impreza WRX STi                 |
| 2010  | James Whyte                         | Subaru Impreza WRX STi                 |
| 2011  | Conrad Rautenbach                   | Ford Fiesta S2000                      |
| 2012  | Mohamed Essa                        | Subaru Impreza WRX STi                 |
| 2013  | Jassy Singh                         | Subaru Impreza WRX STi                 |
| 2014  | Gary Chaynes                        | Mitsubishi Lancer Evolution IX/X       |
| 2015  | Jaspreet Singh Chatthe              | Mitsubishi Lancer Evolution X          |
| 2016  | Don Smith                           | Subaru Impreza WRX                     |
| 2017  | Manvir Singh Baryan                 | Skoda Fabia R5                         |
| 2018  | Manvir Singh Baryan                 | Skoda Fabia R5                         |
| 2019  | Manvir Singh Baryan                 | Skoda Fabia R5                         |
| 2020  | odwołane z powodu epidemii COVID-19 | odwołane z powodu epidemii COVID-19    |
| 2021  | Carl Tundo                          | Volkswagen Polo GTI R5                 |